# Deir al-Arbaʿin

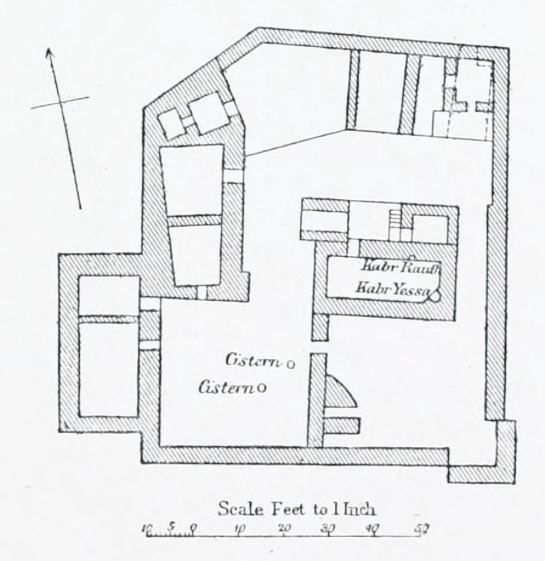
Deir al-Arbaʿin im Survey of Western Palestine (1883)

Deir al-Arbaʿin (arabisch دير الأربعين, DMG Dair al-Arbaʿīn ‚Kloster der Vierzig‘) oder Mashhad al-Arbaʿin, „Martyrion der Vierzig“, ist ein historischer Gebäudekomplex in Tel Rumeida, einem Stadtteil von Hebron im Westjordanland. Es handelt sich wahrscheinlich um einen Teil einer byzantinischen Klosteranlage, der später in eine Moschee umgewandelt wurde. Die Tradition, dass sich hier das Grab von Isai, dem Vater König Davids, befinde, geht bis ins 13. Jahrhundert zurück. Die Verehrung des Grabes der Rut in dessen Nähe lässt sich bis ins 19. Jahrhundert zurückverfolgen.

## Lage und Name

Der Stadtteil Tel Rumeida mit dem Checkpoint Mashhad al-Arbaʿin (2019)

Der Tell er-Rumēde ist ein Siedlungshügel (etwa 940 m) am Osthang des Ǧebel er-Rumēde, der sich jenseits des Hebrontals westlich der Altstadt von Hebron erhebt und eine gute Aussicht auf diese gewährt. Er wird in israelischen Quellen auch hebräisch תֵּל חֶבְרוֹן Tel Ḥevron, bezeichnet. Am Fuß des Tell befindet sich eine Quelle (Ein Jedida, in israelischen Quellen auch hebräisch מַעְיָן אַבְרָהָם Maʿyan Avraham „Abrahamquelle“). Der ältere Name der Anlage lautet Mashhad al-Arbaʿin „Martyrion der Vierzig“. Später wurde er zu Deir al-Arbaʿin „Kloster der Vierzig“ abgewandelt. Nach den Recherchen von Andreas Evaristus Mader waren die namengebenden Vierzig entweder die Vierzig Märtyrer von Sebaste oder aber die Vierzig Mystiker der islamischen Tradition.
Möglicherweise bezieht sich diese Bezeichnung aber nicht auf eine Gruppe der Vierzig, sondern auf Kirjat Arba, einen in der Bibel erwähnten Namen Hebrons, hebräisch קִרְיַת אַרְבַּע Ķiryjat ʾArbaʿ „Stadt der Vier“. Mit Verweis auf Neh 11,25  erwägt Detlef Jericke, dass Kirjat Arba nicht der ältere Name Hebrons ist, sondern eine relativ späte Bildung, die vielleicht auf die hellenistisch-römische Stadtanlage gemäß dem hippodamischen Schema Bezug nimmt.

## Geschichte
Der Tell er-Rumēde ist der alte Siedlungshügel von Hebron, der von der frühen Bronzezeit an besiedelt und mit Befestigungen versehen war. Nachdem Herodes die Erzelterngräber prachtvoll hatte ausbauen lassen, verlagerte sich die Wohnsiedlung in frührömischer Zeit dorthin (= heutige Altstadt von Hebron). Aus hellenistischer und römischer Zeit sind auf dem Tell Gebäudereste, zwei Mikwen und eine getreppte Straße nachgewiesen. Der Hügel des Judäischen Berglands wurde seit der Spätantike landwirtschaftlich genutzt. „Auf die byzantinische Zeit dürfte das Kloster Dēr el-’Arba’īn zurückgehen, dessen Ruinen noch auf dem Gipfelplateau des Ǧebel er-Rumēde sichtbar sind.“
Im Jahr 1258 beschrieb der Rabbiner Jakob von Paris die Doppelhöhle von Hebron mit ihren Erzelterngräbern. Außerhalb der Höhle befänden sich die Gräber von Abner und Isai. Doch ging er nicht genauer auf deren Lage ein. Ishak Chelo ben Joseph beschrieb 1333 die zu seiner Zeit große jüdische Gemeinde von Hebron. Dabei erwähnte er, dass sie eine alte Synagoge besäße, in der Tag und Nacht gebetet werde. An den Zehn Tagen der Umkehr betete man an den Gräbern von Isai und Abner. Man flehte Gott um Erbarmen an und wandte sich dabei in Richtung der Patriarchengräber.
Die Ersterwähnung des Gebäudekomplexes auf dem Tell er-Rumēde findet sich bei Mudschir ad-Din im Jahr 1495: „Außerhalb der Stadt [Hebron], im Westen, befindet sich auf einem Berggipfel eine Moschee, die man Martyrion der Vierzig nennt. Dort, so sagt man, sind die Vierzig Märtyrer begraben.  Man pilgert dorthin, und der Ort wird verehrt.“

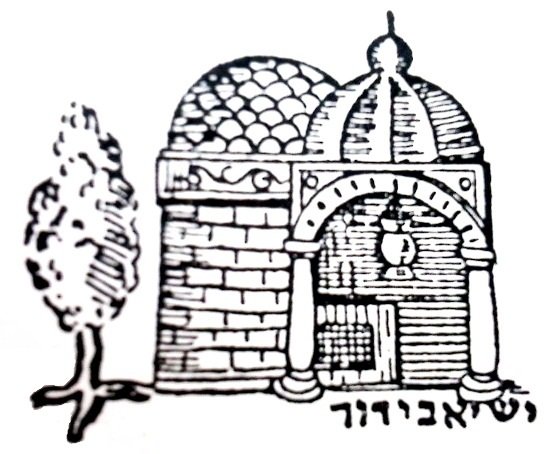
Grab des Isai. Illustration in Yichus haʾAvot (1537)

Der anonyme Autor der hebräischen Schrift Yichus haʾAvot lokalisierte 1537 erstmals das Grab Isais auf dem Berg bei Hebron und fügte eine Zeichnung des Bauwerks bei.
Francesco Quaresmio erwähnte 1639 eine kleine Kirche auf einem Berggipfel bei Hebron, die, wie er meinte, früher größer gewesen sei. „Sie ist nun in eine türkische Moschee umgewandelt worden und wird nicht nur von den Christen, sondern auch von besagten Türken in Ehren gehalten, welche ihnen den Zugang verbieten und nur erlauben, dass sie durch ein Fenster, das sich in ihr befindet, hineinschauen. Doppelt ist ihre Bezeichnung: Bei den Christen heißt sie Kirche der Vierzig Märtyrer, bei den Türken und vielen anderen Orientalen Grab Isais.“
Im Rahmen des Survey of Western Palestine beschrieben Claude Reignier Conder und Herbert Kitchener 1883 den Gebäudekomplex von Deir al-Arbaʿin: „Verfallene Mauern, gute Maurerarbeit, im Inneren zeigt man das traditionelle Grab des Isai. Es handelt sich anscheinend um ein neueres arabisches Bauwerk auf alten Fundamenten. Das Grab des Isai (Kabr Yessa) zeigt man zusammen mit dem der Rut in einer kleinen Moschee, die in der Ecke einen Mihrāb aufweist, innerhalb dieses Bauwerks. Bruchstücke mehrerer Säulen liegen in den Ruinen. Bei den erhaltenen Gewölben finden sich sowohl Kreuz- als auch Tonnengewölbe mit Spitzbögen.“
Andreas Evaristus Mader sah vor dem Ersten Weltkrieg auf der Bergkuppe ein 28,20 m langes und 24,20 m breites Bauwerk, dessen Eingang in der Nordostecke lag. Das anstehende, heterogen wirkende Mauerwerk war sechs bis sieben Meter hoch. Wegen des vorspringenden Turms in der Südostecke wirkte die Anlage, die Mader für eine ehemalige Basilika hielt, wie eine Festung. „Mächtige Bossenquadern in den 1,50—2,00 m dicken Mauern wechseln ab mit schlecht gefügten Feldsteinen in ganz schwachen Bauteilen. Da und dort sind Säulenstümpfe von 0,50 m mittlerem Durchmesser längs und quer in den Mauerkörper eingelegt, und im südwestlichen Teile trägt eine innere massive Türanlage eine antike tabula ansata mit eingemeißeltem, jetzt fast ganz zerstörtem byzantinischen Kreuz. Im südöstlichen Teile der Ruine sah ich noch Reste einer Basilika mit einer geosteten Apsis, die zum Teile in die äußere Südmauer des Ruinenkomplexes hineinreicht, dabei Säulenstücke und gut behauene byzantinische Quadern und in den arabischen Mauern daneben konkav bearbeitete Steine, die ohne Zweifel der Apsis entnommen sind. Das Schiff, das sich westlich an die Apsis anschloß, ist jetzt von einer quer darüber gebauten arabischen Mauer bedeckt. Eine jenseits dieser Mauer liegende Zisterne gehörte vielleicht zum Atrium der Basilika. Die übrigen ganz heterogenen Gebäudeteile umschließen einen unregelmäßigen Hof mit drei Zisternenschächten, die fast ganz verschüttet sind.“ Mitten im Hof stand das muslimische Martyrion der Vierzig: „Durch einen Arkadenbogen von 3,65 m Spannweite und etwa 5 m Höhe gelangt man an den türlosen Eingang. Das ruinöse Innere ist nur 6,50 m lang und 3 m breit; es ist mit Spitzgewölbe eingedeckt und zeigt nichts anderes Bemerkenswertes als eine mohammedanische Gebetsnische, die durch ihre Lage in der Südecke allein schon beweist, daß sie dem Bau nicht ursprünglich ist.“ Während Muslime die Stätte nach Maders Eindruck nicht mehr verehrten, wurde sie von seinen jüdischen Gesprächspartnern als das Grab Isais, Ruts oder Kalebs bezeichnet.

## Heutiger Zustand

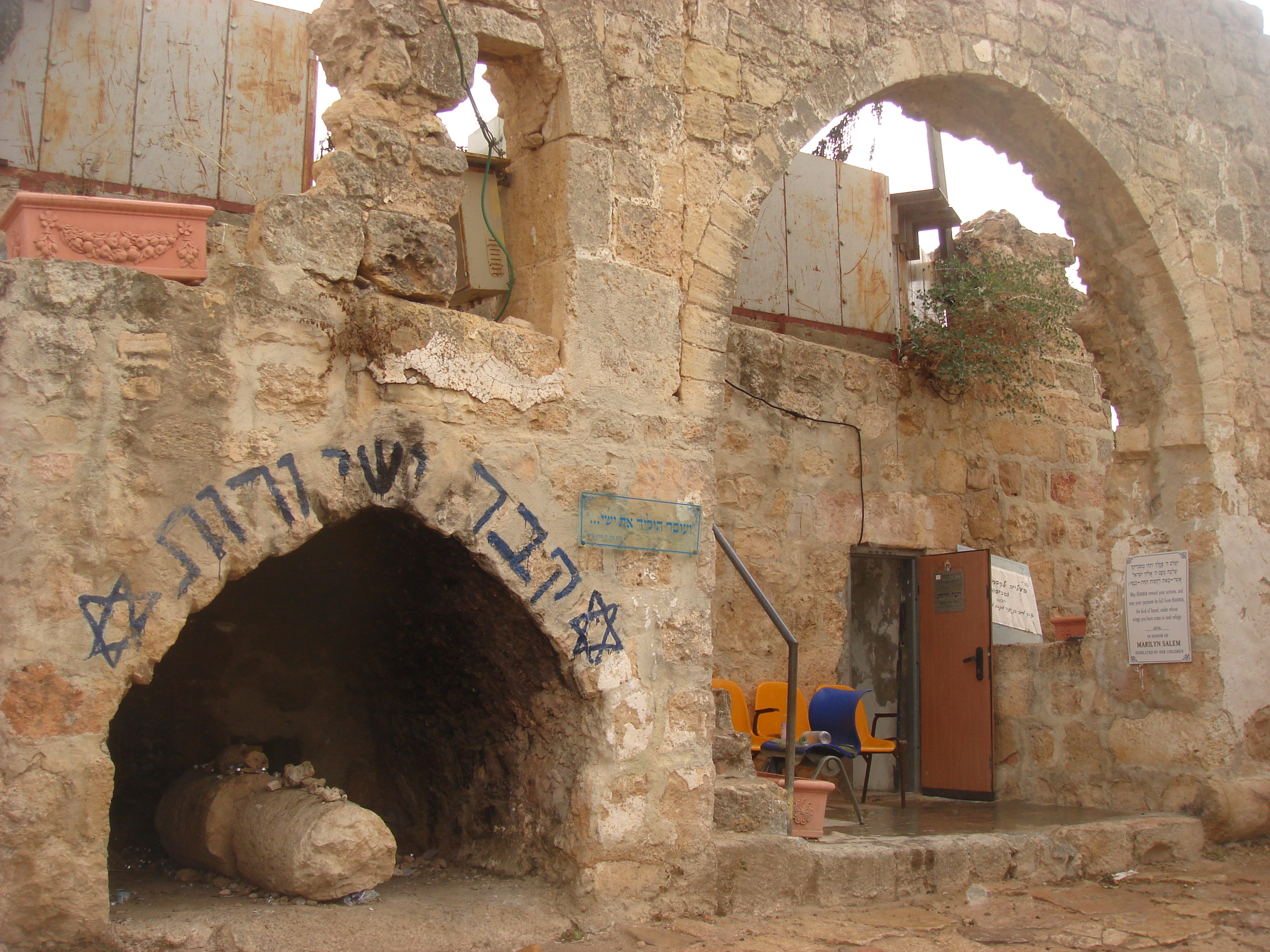
Grab von Rut und Isai, dahinter die militärische Anlage (2008)

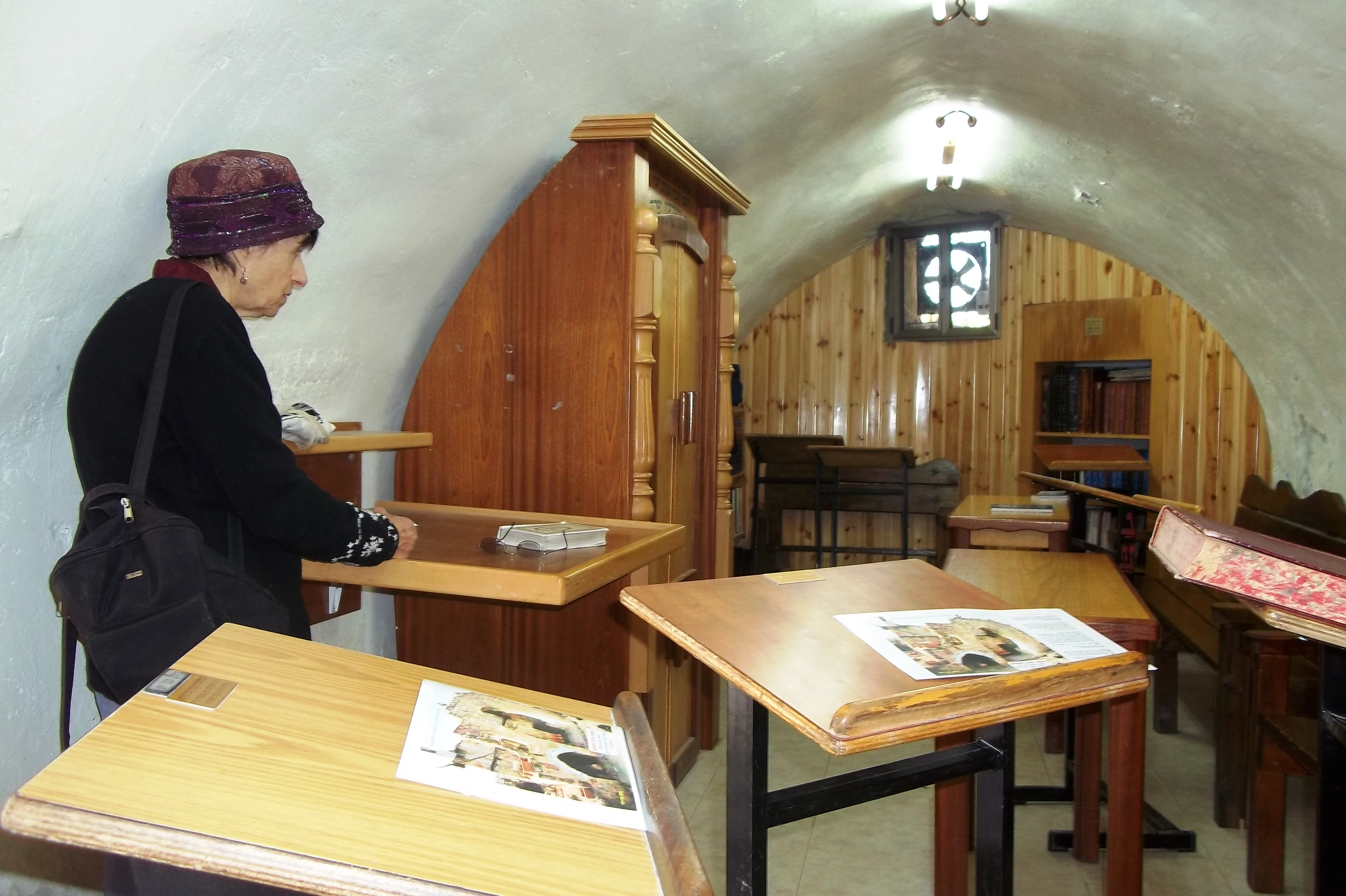
Synagoge nach Renovierung (2011)

Bis in die 1990er Jahre wurde Deir al-Arbaʿin als Moschee genutzt. Danach erklärte die israelische Armee das Areal zum militärischen Sperrgebiet; Palästinensern wurde der Zugang aus Sicherheitsgründen verboten. In Deir al-Arbaʿin wurde ein Militärposten eingerichtet. Siedler wandelten daraufhin die nicht mehr nutzbare Moschee in eine Synagoge um, die als das Grab von Rut und Isai bezeichnet wird. Da an Schawuot das Buch Rut gelesen wird, findet an diesem Festtag ein besonderer Gottesdienst am Grab der Rut statt. Im Mai 2009 fanden vor Schawuot Renovierungsarbeiten in der Anlage statt. Dabei wurde die Stätte der beiden Gräber neu gestrichen und mit neuem Mobiliar versehen. Der gepflasterte Vorhof wurde für Besucher instand gesetzt. Der Zugang zum Hof erfolgt durch den Militärposten; das Grab von Rut und Isai ist ein zum Hof offener, niedriger gewölbter Raum.
2010 schlug ein Stadtrat von Kirjat Arba der israelischen Regierung vor, die Stätte in die nationale Denkmalliste aufzunehmen.